# Contea di Washington (Tennessee)
La contea di Washington in inglese Washington County è una contea dello Stato del Tennessee, negli Stati Uniti. La popolazione al censimento del 2000 era di 107 198 abitanti. Il capoluogo di contea è Jonesborough.